# Гришинский сельский совет (Сумская область)
Гришинский сельский совет (укр. Гришинська сільська рада) — упразднённая административная единица в составе
Роменского района
Сумской области
Украины.
Административный центр сельского совета находился в 
с. Гавриловка.

## Населённые пункты совета
- с. Гавриловка
- с. Королевщина
- с. Николаевское
- с. Ненадиевка
- с. Салогубовка
- с. Чижиково